# Focillodes
Focillodes é um gênero de traça pertencente à família Arctiidae.